# おとまりHONEY
『おとまりHONEY』（おとまりハニー）は、みづきたけひとによる日本の漫画作品。『チャンピオンRED いちご』（秋田書店）VOL.1から2012年VOL.35まで連載。

## ストーリー
雪野はある日の晩、同じクラスの松田に対する片想いを募らせる余り松田の家に押しかけ2階の窓から部屋へ上がり込もうとする。ところが、松田の部屋には既に同じクラスの女子ばかり3人が“先客”として棲み着いていた。
翌日、松田の両親ともすっかり馴染んでしまっている3人を追い出すべく雪野はホームルームの議題に「異性の家への外泊について」を取り上げるが逆に松田のことをどう思っているかを問い詰められ返答に窮し、教室を飛び出してしまう。しかし当の松田はホームルームの間ずっと寝ていたため雪野が自分のことで思い詰めているとは気付かないまま雪野を追いかけ「一つ屋根の下で一緒に頑張ろう」と励まし、雪野を自室へ迎え入れる。

## 登場人物
※キャストはドラマCD版のもの。
雪野（ゆきの）
声：遠藤綾
本作のメインヒロイン。中学3年生。クラス委員長。フルネームは作中で言及されておらず「雪野」が姓・名のいずれかは不明。品行方正で通っていたが、同級生の松田に片想いを募らせた末に自宅へ押しかけ「他の3人を監視する」という理由を付けて松田の部屋に泊まり込んでいる。巨乳で、松田曰く「15歳とは思えないけしからん体つき」。妄想癖が激しく、松田のことになるとすぐ暴走してしまう。
松田（まつだ）
声：下野紘
中学3年生。雪野と同様にフルネームは作中で言及されておらず不詳。困っている人を見ると放っておけない性格で、雪野が自宅へ押しかけた時は既に同じクラスの女子3人が部屋に棲み着いていた。両親は雪野たちに表立って文句を言うことは無く、家賃も食費も取らず食事も自分の息子と同様に与えている。
当初は雪野が自分に片想いしていることには気付いていなかったが、同棲生活を経て両想い状態に。但し、互いに告白はまだしていない。
工藤 皐月（くどう さつき）
声：井上麻里奈
松田の同棲相手・その1。松田に対して素直になれない雪野をからかって楽しんでいる。家族との不和が原因で家を飛び出したところを松田の厚意に甘え、そのまま部屋に転がり込んだが雪野たちにはその理由を説明したがらない。さらに、親との連絡を取り合っているかどうかも不明。
高山 楓（たかやま かえで）
声：加藤英美里
松田の同棲相手・その2。自宅が中学から電車で2時間と遠方のため疲れ果てていたところを松田の厚意に甘え、そのまま部屋に転がり込む。親との連絡を取り合っているかは不明。
浅川 恵里香（あさかわ えりか）
声：今野宏美
松田の同棲相手・その3。犬が飼えないことが不満で家を飛び出し、愛犬ともども松田の部屋に転がり込む。なお、部屋にそのまま愛犬を連れ込んでおり、犬小屋などは準備していない。なお、親との連絡を取り合っているかは不明。
柳川（やなぎかわ）
声：柿原徹也
松田の友人で、本作では基本的にギャグキャラのポジションを担当。雪野たちの隣のクラスだが、昼休みに弁当持参で顔を出すことが多い。一つ屋根の下で美少女に囲まれて暮らすハーレムアニメ状態に憧れていたが、鈍感なため松田がそれを実践していることには気付いていない。
最終巻では工藤達の勘違いにより3人が自室に押し掛けて一時期松田と同じように憧れていた同棲状態となるが、美由紀がいるため本人は既に乗り気ではなく、美由紀に隠し通そうと疲れ果てている。
笹中 美由紀（ささなか みゆき）
雪野・松田の後輩（2年生）。柳川に告白し彼女になる。ちっちゃくて可愛い。料理は得意。
雪野のことでなかなか行動に移せない松田に呆れている。
間宮（まみや）
雪野・松田たちのクラス担任である女性教師。

## 単行本
- みづきたけひと 『おとまりHONEY』 秋田書店〈チャンピオンREDコミックス〉、全5巻
  1. 2008年6月20日発売 ISBN 978-4-253-23294-4
  2. 2009年8月20日発売 ISBN 978-4-253-23295-1
  3. 2010年10月20日発売 ISBN 978-4-253-23296-8
  4. 2011年11月18日発売 ISBN 978-4-253-23297-5
  5. 2013年2月20日発売 ISBN 978-4-253-23298-2

## ドラマCD
2008年12月25日にフロンティアワークスより発売。単行本第1巻の1 - 3.5話をベースにしている。品番はFCCC-141。
- 第一話「突撃!おとまり開始★」
- 第二話「恋する乙女は行動力」
- 第三話「同居はひみつ!いきなりピンチ」
- おまけ「暴け!委員長の秘密」
- ボーナストラック

これとは別に、第4話「旅行でドキドキ 恋のステップアップ?」をドラマCDにしたものが『チャンピオンRED いちご』VOL.11の付録となっている。
スタッフ
- 脚本：入江信吾
- 演出：えのもとたかひろ
- 録音調整：武藤雅人（整音スタジオ）
- 音響効果：蔭山満（フィズサウンドクリエイション）
- 収録スタジオ：整音スタジオ
- 音響制作：ドリーム・フォース
- 音響制作担当：北垣貴司（ドリーム・フォース）
- 製作：フロンティアワークス